# Michael Toon
Michael Toon (* 11. April 1979 in Brisbane) ist ein ehemaliger australischer Steuermann im Rudern, der 2004 Olympiadritter mit dem Achter wurde.

## Sportliche Karriere
Der 1,68 m große Toon steuerte 1996 den australischen Vierer mit Steuermann, der den fünften Platz beim Nations-Cup belegte, einem Vorläuferwettbewerb der U23-Weltmeisterschaften. 1997 erreichte er mit dem Achter den vierten Platz und 1998 siegte der australische Achter. 2000 gewann Toon beim Nations Cup noch einmal Silber mit dem Achter.
2001 rückte er in den australischen Achter, der den siebten Platz bei den Weltmeisterschaften in Luzern belegte. 2002 trat Toon bei den Weltmeisterschaften in Sevilla in zwei Bootsklassen an. Im Zweier mit Steuermann gewann er zusammen mit Tom Laurich und Robert Jahrling die Bronzemedaille, im Vierer schieden die Australier im Hoffnungslauf aus.
Bei den Olympischen Spielen 2004 in Athen startete der australische Achter in der Besetzung Stefan Szczurowski, Stuart Reside, Stuart Welch, James Stewart, Geoffrey Stewart, Boden Hanson, Michael McKay, Stephen Stewart und Michael Toon. Die Australier gewannen ihren Vorlauf in olympischer Rekordzeit von 5:23,23 min vor den Niederländern und den Deutschen. Im Finale siegte der Achter aus den Vereinigten Staaten, der im zweiten Vorlauf den olympischen Rekord der Australier unterboten hatte, vor den Niederländern und den Australiern.